# Meanwood Beck
Meanwood Beck är ett vattendrag i Storbritannien.   Det ligger i riksdelen England, i den centrala delen av landet, 280 km norr om huvudstaden London.